# Критодем
Критодем (также Критодам; греч. Κριτόδημος, лат. Critodemus) (II век до н. э.) — древнегреческий эллинистический учёный, астроном и астролог.

## Биография
Критодем входил в ряд древнейших и влиятельных греческих астрологов. Но, сегодня время его жизни и деятельности неизвестны, поэтому разные современные исследователи называют различные даты — от IV века до н. э. до I века н. э. Некоторые считают Критодема учеником Беросса, жившего в III в. до н. э., другие делают Критодема современником астролога Антипатра, который жил примерно между 290 и 250 годами до н. э. Также Критодема называют одной из ключевых фигур в процессе распространения вавилонской астрологии по грекоязычному миру.
Однако, поскольку Критодем пользовался сочинениями Беросса, он точно действовал после середины III века до н. э. Также, сочинения Критодема использует Плиний Старший, так что Критодем писал не позднее середины I века н. э. Осторожно можно предположить, что временем Критодема был II век до н. э.
Латинский писатель и астролог Юлий Фирмик Матерн («Матесис». Кн. IV. Proeem 5) в IV веке именем Критодема завершает рассказ о древних для него, преимущественно египетских, легендарных и полулегендарных астрологах (Гермес, Анубий, Асклепий, Петосирис, Нехпсон, Абраам, Орфей и Критодем).
Веттий Валент частично сохранил гороскопы, которые он приписывает Критодему, однако они находятся в промежутке между 37 и 104 годами. Исследования же отрывков сочинений Критодема показали наличие в них «египетского пласта». Это вроде бы ставит под сомнение их древность и укоренённость в них «вавилонского наследия». Но тогда, получается, что сочинения Критодема следуют не только после текстов, приписываемых Гермесу Трисмегисту и Нехепсону и Петосирису, но и после Плиния Старшего. Эти и другие противоречия разрешаются допущением, что в собрании Критодема, как и во многих других эллинистических астрологических книгах, могли быть позднейшие компилятивные дополнения. Сделанные в духе египетской астрологии, они, предположительно, принадлежат к рубежу I века до н. э. — I века н. э.

## Сочинения
Критодем — одни из первых авторов греческих сочинений по астрологии. В них он следовал «халдейскому учению» — гороскопной предсказательной месопотамской астрологии. Труды Критодема не сохранились, но о них имеются краткие упоминания, известны названия произведений, сохранились небольшие отрывки из них, и краткое изложение содержания одной из работ. Произведения Критодема были использованы некоторыми античными и более поздними писателями в качестве источника сведений по астрологии.
Какое-то сочинение Критодема (со сведениями из халдейского астролога и историка Беросса Вавилонского) было цитировано в I веке н. э. древнеримским политическим деятелем, латинским энциклопедистом и историком Гаем Плинием Старшим в его «Естественной истории» (Кн. VII, гл. 56. (57). § 193). Здесь Плиний пересказывает мнения разных писателей об изобретении письма: «Эпиген, очень надёжный писатель, напротив, говорит, что у вавилонян найдены наблюдения за небесными светилами, возраст которых составляет 7 200 лет, написанные на обожжённых кирпичах. Бероз и Критодем, которые допускают самый маленький возраст, оценивают возраст этих наблюдений в 4 900 лет, из чего явствует, что буквы используются с незапамятных времен».[1]
Известно, что Критодем написал две астрологические работы — «Предвидение (Видение, Ὄρασις)» и «Таблица (Πίναξ)». В них он рассматривал своё учение как относящееся к тайному знанию, некоему божественному откровению, мистериям.
Астролог Веттий Валент Антиохийский (II век н. э.) довольно часто цитирует «Предвидение» Критодема в своей «Антологии (Ἀνθολογίαι)» (Кн. III, раздел 9; Кн. IV, главы 17—24). После Нехепсона и Петосириса это самый употребляемый источник, упомянутый Валентом более десятка раз. В основном это касается связи с учением о продолжительности жизни и отправной точки жизненного квадранта. Валент (Антология. Кн. III. 7) приписывает Критодему теорию зодиакальной антисции, в которой точки, равноудаленные от оси равноденствия или солнцестояния, противоположны и спарены. Также Валент (Кн. VIII) представляет метод Критодема для расчета продолжительности жизни, приписывая ему соотношение времен с делением знаков зодиака на шесть частей. Однако, ссылаясь на «Предвидение» Критодема, Валент критикует его за мистицизм, мрачность и искусственность стиля.
Но, Валент взял у Критодема больше, чем он об этом явно упоминает. Это становится ясно из сравнения текста Валента с отрывком неизвестного эпитомиста, который дает «Краткое изложение (Συγκεφαλαίωσις)» Критодема (CCAG. VIII. III. 102), из его книги «Предвидение». Причём, это изложение показывает, что в «Предвидении» всё же может быть прослежено влияние вавилонской астрологии.
Позднее, в начале V века, Гефестион Тебский (Фиванский) в своей «Апотелесматике» (Кн. II, гл. 10) заимствует отрывок из другой работы Критодема под названием «Таблица» (подразумевается, что астрологическая). Здесь даётся выписка о зависимости смертей от расположения планет (CCAG. VIII. II. 64—65).
Выдержка из Критодема, видимо из того же его сочинения, содержится и в «Собрании истолкований астрологических искусств» Ретория Египетского (VI век). В разделе «Общие схемы насильственной смерти (Καθολικὰ σχήματα βιαιοθανάτων)» (CCAG. VIII. IV. 199—202) тут указывается, по Критодему, на зависимость видов смерти от теории пределов созвездий.
Помимо этого, ссылка на Критодема содержится в грекоязычной работе писателя-маронита, главного астролога аббасидского халифа аль-Махди, Теофила Эдесского «Собрание о космических началах (Ἐπισυναγωγὴ περὶ κοσμικῶν καταρχῶν)» (CCAG. I. 130) (VIII век)
Имеется ещё один отрывок из Критодема (в обратном переводе с арабского на греческий язык). Он приводится в конце четырёхтомного компилятивного компедия, составленного во второй половине IX века средневековым астрологом Ахметом Персидским (Ἀχμάτης ὁ Περσης). Этот труд — «Введение в астрологию и её основы (Εἰσαγωγὴ καὶ θεμέλιον εἰς την ἀστρολογίαν)» сохранился в греко-ромейском переводе, сделанном около XI века. Здесь, в отрывке Критодема «Влияния пределов (созвездий) (Ἀποτελέσματα ὁριων)» (CCAG. VIII. I. 257—261), делается попытка объединить пределы влияния планет с их символизмом для получения астрологических описаний.